# Willi Hoffmann
Willi Hoffmann (ur. 23 marca 1948 w Göppingen) – niemiecki piłkarz grający na pozycji napastnika, trener.
Często jest błędnie nazywany Wilhelm Hoffmann.

## Kariera piłkarska

### Wczesna kariera
Willi Hoffmann karierę piłkarską rozpoczął w juniorach FC Rechberghausen. Ponieważ wkrótce zabrakło w drużynie młodych zawodników, przeszedł do juniorów SV Göppingen, gdzie oprócz piłki nożnej trenował piłkę ręczną, jednak ostatecznie zdecydował się na tę pierwszą dyscyplinę sportu, w związku z czym w 1966 roku podpisał profesjonalny kontrakt z klubem. W sezonie 1968/1969 zajął z klubem 2. miejsce w rozgrywkach Amateurligi okręgu Wirtembergia Północna, w związku z czym zakwalifikował się do turnieju finałowego amatorskich mistrzostw Niemiec, w których dotarli do półfinału, w którym przegrali z późniejszym triumfatorem tych rozgrywek – SC Jülich 1910.
W sezonie 1969/1970 wygrał z klubem rozgrywki Amateurligi okręgu Wirtembergia Północna, pokonując takie kluby, jak m.in.: FV Weinheim, SV Tübingen i SV Waldkirch i tym samym awansował do Regionalligi południowej, jednak w sezonie 1970/1971 klub zakończył rozgrywki ligowe na 17. miejscu i tym spadł do Amateurligi okręgu Wirtembergia Północna, a Hoffmann odszedł z klubu.

### Bayern Monachium
Następnie Hoffmann został zawodnikiem występującego w Bundeslidze naszpikowanego gwiazdami Bayernu Monachium. Był jednym z wielu zawodników, których działacze Bawarczyków zatrudniał w tamtym czasie w celu rozwiązania „problemu skrzydłowego”, gdyż gra Bawarczyków opierała się głównie na Franzu Beckenbauerze oraz Gerdzie Müllerze, jednak żaden z nich nie był szczególnie skuteczny, aż w końcu trener Udo Lattek stwierdził, iż „bramka jest pośrodku”. Hoffmann w Bundeslidze zadebiutował 18 września 1971 roku w zremisowanym 1:1 meczu domowym z Arminią Bielefeld. 27 listopada 1971 roku w wygranym aż 11:1 meczu domowym z Borussią Dortmund (tzw. Der Klassiker) – najwyższym zwycięstwie Bawarczyków w historii występów w Bundeslidze, Hoffmann zdobył w 39. minucie gola na 3:0. Jednak najważniejszego gola dla Bawarczyków Hoffmann zdobył 28 czerwca 1972 roku w wygranym 5:1 meczu domowym z Schalke Gelsenkirchen – meczu ostatniej – 34. kolejki sezonu 1971/1972, w którym zdobył gola w 69. minucie na 3:1, co spowodowało grę poza zasięgiem Schalke Gelsenkirchen i praktycznie przesądził o losach mistrzostwa Niemiec, które ostatecznie zdobyli Bawarczycy. Był to pierwszy mecz ligowy rozegrany na Olympiastadion w Monachium. Łącznie w sezonie 1971/1972 rozegrał 16 meczów (7 w pełnym wymiarze czasowym), w których zdobył 3 gole, natomiast w Pucharze Zdobywców Pucharów Bawarczycy dotarli do półfinału, w którym przegrali rywalizację ze szkockim Glasgow Rangers (1:1, 0:2), a Hoffmann 29 września 1971 roku w wygranym 6:1 rewanżowym meczu domowym I rundy tych rozgrywek z czechosłowacką Škodą Pilzno zdobył 2 gole – w 50. minucie na 3:1 i w 80. minucie na 5:1.
W sezonie 1972/1973, w którym Bawarczycy obronili mistrzostwo Niemiec, Hoffmann rozegrał 24 mecze ligowe, w których zdobył 9 goli, a także w krajowych pucharach (Puchar Niemiec, Puchar Ligi Niemieckiej) 7 meczów (1 gol) oraz w Pucharze Europy 8 meczów (4 gole) – ćwierćfinał. Natomiast w sezonie 1973/1974 Bawarczycy zdobyli trzecie z rzędu mistrzostwo Niemiec oraz zdobyli Puchar Europy po wygranej rywalizacji z hiszpańskim Atlético Madryt (1:1, 4:0) rozegranej na Stadionie Heysel w Brukseli. Hoffmann nie grał w żadnym z tych meczów, jednak wcześniej rozegrał 3 mecze, w których zdobył 1 gola (24 października 1973 roku w wygranym 4:3 meczu II rundy z NRD-owskim Dynamem Drezno – w 17. minucie na 1:1).

### Dalsza kariera
Następnie w latach 1974–1977 reprezentował barwy występującego w 2. Bundeslidze w grupie południowej FC Augsburg, w którym rozegrał 100 meczów, w których zdobył 36 goli (92 mecze/32 gole w 2. Bundeslidze, 8 meczów/4 gole w Pucharze Niemiec, natomiast klub w tamtym czasie rozgrywki ligowe kończył wówczas kolejno: 1974/1975 – 12. miejsce, 1976/1976 – 15. miejsce, 1977/1977 – 9. miejsce.
Następnie w latach 1977–1981 ponownie reprezentował barwy SV Göppingen, gdzie w latach 1978–1981 był również grającym trenerem. W sezonie 1978/1979 klub zakończył rozgrywki Oberligi w okręgu Badenia-Wirtembergia na 2. miejscu. W klubie pozostał do marca 1981 roku, kiedy to nowym trenerem klubu został Heinz Schiller, a Hoffmann resztę sezonie 1980/1981 spędził w VfL Kirchheim/Teck. Następnie w latach 1981–1983 reprezentował barwy SSV Ulm 1846 (awans do 2. Bundesligi w sezonie 1982/1983) oraz TSB Schwäbisch Gmünd, w którym zakończył piłkarską karierę.
Łącznie w Bundeslidze rozegrał 55 meczów, w których zdobył 14 goli, natomiast w 2. Bundeslidze rozegrał 92 mecze, w których zdobył 32 gole. 

## Sukcesy

### Zawodnicze
SV Göppingen
- Awans do Regionalligi południowej: 1970

Bayern Monachium
- Mistrzostwo Niemiec: 1972, 1973, 1974
- Puchar Europy: 1974

SSV Ulm 1846
- Awans do 2. Bundesligi: 1983